# Irlanda ai Giochi della XVI Olimpiade
L'Irlanda ha partecipato ai Giochi della XVI Olimpiade che si sono svolti a Melbourne dal 22 novembre all'8 dicembre 1956 
ed a Stoccolma dall'11 al 17 giugno dello stesso anno (solo per gli eventi equestri) 
con una delegazione di 18 atleti, di cui 1 donna, impegnati in 5 discipline,
aggiudicandosi 1 medaglia d'oro, 1 medaglia d'argento e 3 medaglie di bronzo.

## Medagliere

### Per discipline
| Sport            | Oro | Argento | Bronzo | Totale |
| ---------------- | --- | ------- | ------ | ------ |
| Atletica leggera | 1   | 0       | 0      | 1      |
| Pugilato         | 0   | 1       | 3      | 4      |
| Totale           | 1   | 1       | 3      | 5      |

### Medaglie
| Medaglia | Atleta          | Sport            | Evento            |
| -------- | --------------- | ---------------- | ----------------- |
| Oro      | Ron Delany      | Atletica leggera | 1 500 metri piani |
| Argento  | Fred Tiedt      | Pugilato         | Pesi welter       |
| Bronzo   | Johnny Caldwell | Pugilato         | Pesi mosca        |
| Bronzo   | Freddie Gilroy  | Pugilato         | Pesi gallo        |
| Bronzo   | Tony Byrne      | Pugilato         | Pesi leggeri      |